# ハンニバル (戦列艦・2代)
ハンニバル（HMS Hannibal）はトーマス・スレード設計のカローデン級74門3等戦列艦。1786年4月15日にブラックウォールで進水した。

## 参加海戦
- アルヘシラス湾の海戦：フランス海軍に捕獲される